# 陸崑 (成化進士)
陸崑（1458年—？），字中玉，直隸蘇州府崑山縣人，民籍，明朝政治人物。

## 生平
成化十九年（1483年）癸卯科應天府鄉試第一百名舉人。成化二十三年（1487年）中式丁未科會試第六十名，三甲第一百四十六名進士。

## 家族
曾祖陸德祥；祖父陸文；父陸宣，母周氏；繼母沈氏。重庆下。弟巖、崙。